# Rudi Dollmayer
Rudolf Christopher Karl „Rudi“ Dollmayer (* 17. Januar 1966 in Karlskoga) ist ein ehemaliger schwedischer Schwimmer.

## Karriere
Dollmayer brach im Januar 1992 den Europarekord über 50 m Rücken auf der Kurzbahn. Im Sommer nahm er an den Olympischen Spielen in Barcelona teil. Im Wettbewerb über 100 m Rücken wurde er 37., über 100 m Schmetterling erreichte er Rang 47. Später im gleichen Jahr war der Schwede Teilnehmer an der Kurzbahn-EM im finnischen Espoo. Dort gewann er zwei Silbermedaillen – über 50 m Rücken und mit der Staffel über 4 × 50 m Lagen.